# 查干淖尔镇
查干淖尔镇，是中华人民共和国内蒙古自治区锡林郭勒盟阿巴嘎旗下辖的一个乡镇级行政单位。因境内有查干淖尔（内蒙古十大湖泊之一，意为白色的湖）而得名。总户数1576户，人口6402人。

## 行政区划
查干淖尔镇下辖以下地区：
乌日根温都日勒嘎查、那仁宝拉格嘎查、脑干锡力嘎查、乌兰宝拉格嘎查、阿拉坦图雅嘎查、查干淖尔嘎查、达布希拉图嘎查、乌兰图雅嘎查、乌兰图嘎嘎查、巴彦淖尔嘎查、巴彦宝拉格嘎查、达布森塔拉嘎查、巴彦阿尔善嘎查、雅干锡力嘎查、呼格吉勒图嘎查和乌兰敖都嘎查。